# Cari Mora
Cari Mora (titre original : Cari Mora) est le sixième roman de Thomas Harris paru en 2019.

## Résumé
À Miami Beach, plusieurs redoutables gangs font tout pour mettre la main sur les lingots d'or cachés sous l'ancienne maison de Pablo Escobar. Cependant, le trésor est protégé par l'impérieuse Cari Mora.

## Éditions en français
Édition imprimée originale en grand format
- Thomas Harris (trad. de l'anglais américain par Bernard Cohen), Cari Mora, Paris, Calmann-Lévy, coll. « Calmann-Lévy noir », 22 mai 2019, 294 p., 24 cm (ISBN 978-2-7021-6672-7, BNF 45737938)

Livre audio
- Thomas Harris (trad. de l'anglais américain par Bernard Cohen), Cari Mora, Paris, Audiolib, 11 septembre 2019 (ISBN 979-10-354-0101-6, BNF 45794308).Texte intégral ; interprète : Antoine Tomé ; support : 1dosque compact audio MP3 ; durée : 7 h 25 min environ.